# Fehér medve
A Fehér medve a Fekete tükör című brit sci-fi sorozat ötödik epizódja, amit a sorozat showrunnere, Charlie Brooker írt, és Carl Tibbets rendezett. 2013. február 18-án mutatta be Nagy-Britanniában a Channel 4, Magyarországon pedig az HBO-csoporthoz tartozó Cinemax. A sorozat később felkerült a Netflixre is, ekkor az epizód új szinkront kapott.
A történet főszereplője egy nő, Victoria, aki úgy tér magához egy házban, hogy nem tudja, ki ő, de rejtélyes alakok üldözik, a járókelők pedig nemhogy segítenének neki, hanem csak a telefonjukkal videózzák őt. Néhány segítőtársba botlik, az ő elmondásuk szerint egy Fehér Medve nevű jeladó okozza a furcsa állapotot, és ki kell iktatniuk azt, hogy minden újra normális legyen.
Brooker eredetileg apokaliptikus környezetben képzelte el az epizódot, de átírta azt, miután kiderült, hogy a forgatás egy volt légibázison lesz, és meglátta az ottani szögesdrótot. Két nap alatt írta át a cselekményt, kivéve belőle olyan elemeket, amiket egy esetleges folytatáshoz felhasználhatott. A legfontosabb változtatás az epizód végi csavar bevétele volt, amely a kritikusok szerint is a történet legjobb pontja.
A kritikák rendkívül pozitívak voltak az epizóddal kapcsolatosan. Sokan vontak párhuzamot az 1960-as évekbeli Moors-gyilkosságokkal, amikor öt gyermek halt meg, a hetvenes évekbeli "A vesszőből font ember" című horrorral, és a Manhunt videójátékkal, de jól látható az Alkonyzóna sorozat hatása is. Az epizód társadalomkritikus szempontból közelít olyan kortárs jelenségekhez, mint a gyilkosságok médiában történő reprezentációja, a technológia hatása az emberek empátiájára, az érzéketlenség, a szórakoztató célú erőszak, illetve a tömeglincselés lélektana.

## Cselekmény
Egy nő magához tér egy házban, amnéziásan. Fogalma sincs, ki ő, hogy miért került oda, ahol most van, csak azt látja, hogy a házban lévő televíziók be vannak kapcsolva és egy furcsa jelet sugároznak. Miután kikapcsolja azokat, talál egy fotót, amin ő és egy számára ismeretlen férfi látható, mellette pedig egy kislány képe. Magával viszi, majd kimegy a házból. Segítséget kér, de azt veszi észre, hogy senki nem hajlandó még csak szóba sem állni vele, hanem a telefonjukkal videózzák. Egy maszkos férfi tüzet nyit rá és üldözőbe veszi. Egy Jem nevű nő menti meg, aki közli vele, hogy a furcsa szimbólum, amit látott, megbolondította az embereket, és ennek hatására kezdtek el így viselkedni. Rájuk kettőjükre nem hat a jel, azonban vannak vadászok, akik a nyomukban járnak, hogy megöljék őket ezért. Jem egy Fehér Medve nevű jeladóhoz akar eljutni, mert elmondása szerint ha kiiktatják, akkor mindenki újra normális lesz.
Útjuk során belebotlanak egy Baxter nevű furgonos férfiba, akire szemlátomást szintén nem hat a jel. Később aztán kiderül róla, hogy ő is vadász, és egy közeli erdőbe hurcolja a két nőt, ahol meg akarja őket kínozni és ölni. Jem azonban még ezt megelőzően megöli a férfit. Tovább menekülnek, és amikor elérik a jeladóállomást, két újabb vadász támad rájuk. A nő megszerzi egyiküktől a sörétes puskáját és le akarja lőni a támadót, ám hatalmas meglepetésére a lőfegyverből nem lövedék, hanem konfetti repül ki. A hátuk mögött hirtelen kinyílik a fal, és mögötte egy hatalmas nézőtér található, tele emberekkel. Kiderül, hogy minden, ami történt, megrendezett volt, és Baxter nemhogy nem halt meg, de ő a ceremóniamester.
A nőt egy székhez kötözik és közlik vele, hogy az igazi neve Victoria Skillane, a lány pedig, akiről a fényképe van, Jemima Sykes, akit ő, és a vőlegénye, Iain Rannoch elraboltak, brutális kegyetlenséggel megöltek, és mindezt le is filmezték. Miután letartóztatták őket, Iain öngyilkos lett, Victoriát pedig arra ítélték, hogy naponta részesítsék a tettéért pszichológiai büntetésben a helyen, ahol vannak, amit Fehér Medve Igazságtételi Parknak hívnak, és amit a kislány plüssmackójáról neveztek el, ami a keresésének a szimbóluma volt. Minden egyes nap eljátsszák vele az üldözést, majd a memóriáját törlik.
Victoriát visszaviszik az őrjöngő tömeg kíséretében abba a házba, ahonnét a nap elején elindult, és miközben a gyilkosságról készített felvételeket mutatja be neki, elektródákkal, különösen nagy fájdalmat okozva törli az emlékezetét. A stáblista közbeni jelenetekben látható, hogy a parkban másnap hogyan indul a program: felhívják a látogatók figyelmét arra, hogy kerüljék az interakciót Victoriával, csak videózzák és ne segítsenek neki, és érezzék jól magukat. Miközben Victoria újraéli a napot, az ujjongó tömeg izgatottan figyeli és követi őt.

## Szereplők
| Szerep            | Színész            | Magyar hang (HBO) | Magyar hang (Netflix) |
| ----------------- | ------------------ | ----------------- | --------------------- |
| Victoria Skillane | Lenora Crichlow    | Solecki Janka     | Lamboni Anna          |
| Baxter            | Michael Smiley     | R. Kárpáti Péter  | Zámbori Soma          |
| Jem               | Tuppence Middleton |                   | Molnár Ilona          |
| Damien            | Ian Bonar          | Bardóczy Attila   | Czető Ádám            |
| Jemima            | Imani Jackman      |                   | Engel-Iván Lili       |

## Az epizód készítése

A Fehér Medve logója, amit Brooker talált ki az epizódhoz.

Charlie Brooker 2008-ban a Hulla-ház című sorozatot készítette épp. Megfigyelte, hogy amikor az egyik főszereplőt, Riz Ahmedet üldözőbe vették az élőhalottak, a forgatást figyelő diákok előkapták a telefonjukat és elkezdték azt filmezni. Brooker szerint ez egy érdekes és egyben ijesztő pillanat volt, mert csak álltak ott és nem avatkoztak be. Ebből az élményből rögtön írt is egy forgatókönyvet a sorozathoz, de a költségvetés szűkössége nem tette lehetővé a leforgatást.
Eredetileg egy posztapokaliptikus történet lett volna, a főszerepben egy újságírónővel, ami sokat merített az 1967-es "Quatermass és a pokol" című filmből. A jel a világ lakosságának 90 százalékát filmező megfigyelővé tette volna, a maradékból került volna ki azon őrültek sora, akik támadtak. A jel forrására nem derült volna soha fény, de a cselekmény egy nyilvános keresztre feszítéssel ért volna véget.
A forgatókönyv második változatában egy páciens beszélgetett volna a pszichológusával, a legújabban rátörő ölési kényszer kapcsán. Álmában egy furcsa jelet látott volna, amit az orvosa szerint más betegei is pontosan ugyanúgy rajzoltak le, mint ő. A jel egy fejjel lefelé állított Y volt, ami a végleges epizódba is bekerült, és amit maga Brooker talált ki. Ebben a változatban már benne volt Baxter karaktere, és ez már emlékeztetett "A vesszőből font ember" című horrorfilmre. Ezt követően tolódott el a hangsúly a felvételeket készítő emberekre.
Miután a második évad két másik epizódjára elment a költségvetés jelentős része, a "Fehér medve" rendelkezésére elég kevés összeg állt. Ezért aztán egy dél-angliai korábbi amerikai légibázisra került a forgatás. A helyszínen több olyan épület is volt, amelyet át tudtak alakítani boltoknak és garázsoknak, hogy egy lakóövezet benyomását keltsék. A bázist drótháló vette körül, és ebből jött Brooker ötlete, hogy ezt fel kellene használni a filmhez is, mint egy jelet, hogy az itt történő dolgok talán nem is valóságosak. Úgy vélte, hogy az emberek szívesen néznék meg, ahogy nyilvánosan megkínoznak egy embert, hiszen voltak erre nézve közismert példák, mint a szexuális zaklató pedofil Jimmy Saville, vagy Myra Hindley, aki a vőlegényével, Ian Bradyvel gyilkolt meg öt kisgyermeket az 1960-as években.
Ennek hatására mindössze két nap alatt teljesen átírta a forgatókönyvet. méghozzá úgy, hogy egy csattanót is beleírt, ami eredetileg nem volt benne. Brooker eredetileg ártatlannak írta meg Victoriát, amit módosított arra, hogy bűnös, de ennek nincs tudatában. Lenora Chriclow már az átírás előtt ki lett választva a főszerepre.
A csattanó előtt a cselekményt Victoria szemszögéből látjuk, és kézikamerákat használtak, hogy minél inkább bele tudja magát élni a néző az ő helyzetébe. Ezt követően azonban statikus kamerákat alkalmaztak, hogy inkább tűnjön olyannak, mintha a néző is csak egy volna a megfigyelők közül. Az időnként felvillanó emlékképeket minimálisra fogták, hogy ne áruljanak el sokat a csattanóról. A jelenetet, amelyikben Victoriát visszaviszik, rövidebbre vágták, mint az eredetileg tervezett, és a tömeg egy részét digitálisan vágták be. Ugyancsak Brooker ötlete volt, hogy a stáblista közben vágják be Victoria következő napjának részleteit is. Az epizód végül 42 perc hosszúságú lett, valamivel rövidebb, mint a többi epizód 44-46 perce.
Az eredeti forgatókönyvből kivágásra kerültek olyan dolgok, amelyek leforgatása bonyolult lett volna. Ezeket egy esetleges folytatásban használták volna fel, ahol a főhős saját magának hagy üzeneteket a következő napra nézve, az amnéziája miatt. Mivel azonban folytatásról nincs szó, és a helyszín sincs már meg, Brooker esetleg képregény formájában tudja azt elképzelni.

## Lásd még
- "Judgement Night" – az Alkonyzóna 1959-es epizódja, nagyon hasonló cselekménnyel
- "A menekülő ember" – 1987-es film, hasonló témában
- "Truman show" – 1998-as film, ahol a főhős szintén nem tudja, hogy egy műsor főszereplője

## Fordítás
Ez a szócikk részben vagy egészben  a   White Bear (Black Mirror) című angol Wikipédia-szócikk ezen változatának fordításán alapul.  Az eredeti cikk szerkesztőit annak laptörténete sorolja fel. Ez a jelzés csupán a megfogalmazás eredetét és a szerzői jogokat jelzi, nem szolgál a cikkben szereplő információk forrásmegjelöléseként.